# مدقق رئيسي
بوجه عام، يوجد لدى معظم الشركات المطروحة للتداول العام قسم تدقيق داخلي بقيادة مدير التدقيق التنفيذي ("CAE") مع مدققين داخليين رئيسيين يتولون إدارة فرق صغيرة تضم مجموعة من المدققين الداخليين لإجراء عملية تدقيق واحدة. ويقع منصب المدقق الرئيسي في منطقة وسط بين منصب كبير المدققين ومنصب رئيس قسم التدقيق.
في شركات المحاسبة العامة، عادة ما يتم اختيار أي مدقق رئيسي لأي مهمة تدقيق من بين كبار المدققين.

## المدقق الرئيسي المعتمد
إن الحصول على المدقق الرئيسي المعتمد يعتبر بمثابة اعتماد مهني لقادة فريق التدقيق الذين يعملون لدى هيئات الاعتماد أو الذين يقومون بإجراء عمليات تدقيق على الموردين في المؤسسات الكبرى. ويتطلب اعتماد المدققين الرئيسيين توافر شهادة التعليم العالي وخبرة عملية لمدة عامين كمدقق أو مدقق رئيسي تحت التمرين.

## برامج الاعتماد
من الممكن أن تصبح مدققًا رئيسيًا معتمدًا في برامج اعتماد الأيزو (المنظمة الدولية للمعايير) التالي:
- الجودة (أيزو 9000)
- علوم الفضاء (AS 9100)
- عمليات التدقيق البيئية (أيزو 14001)
- أمن المعلومات (أيزو 27001)
- الصحة والسلامة المهنية (OHSAS 18001)

## وصلات خارجية
- RABQSA
- IRCA
- SAI Global - Lead Auditor Training courses